# Ingibjörg Stein Bjarnason
Ingibjörg Stein Bjarnason (* 9. Februar 1901 als Ingibjörg Bjarnason in Zürich; † 1977 in Buenos Aires) war eine isländisch-deutsche Malerin und Kosmetikerin.

## Leben
Ingibjörg Bjarnason wurde am 9. Februar 1901 in Zürich als Tochter des isländischen Schulleiters Þorleifur H. Bjarnason und seiner ersten Ehefrau, der deutschen Skandinavistin Adeline Rittershaus geboren. Sie hatte durch die isländische Staatsangehörigkeit ihres Vaters selbst von Geburt an die isländische Staatsangehörigkeit und wurde nach ihrer Tante Ingibjörg H. Bjarnason benannt. Ihre Eltern trennten sich kurz nach ihrer Geburt und sie wuchs bei der Familie ihrer Mutter in Deutschland auf und verbrachte die Sommer bei ihrem Vater in Island.
Sie heiratete am 12. November 1920 den Schweizer Ingenieur Theodor Stein und nahm seinen Nachnamen und das Schweizer Bürgerrecht an. Sie war an Tuberkulose erkrankt und in der Schweiz im Sanatorium, als er sich von ihr am 20. Mai 1925 scheiden ließ. 1927 bekam sie ihre Tochter Vera Zilzer mit dem Künstler Gyula Zilzer, den sie im Sanatorium kennengelernt hatte. Sie zog nach Paris, wo sie ein Studium der Malerei begann, eine isländische Wiedereinbürgerung beantragte und eine Beziehung mit dem Maler Michel Seuphor einging. Beide waren Teil der Künstlervereinigung Cercle et Carré. Andere Mitglieder der Gruppe waren unter anderem Piet Mondrian, Friedrich Vordemberge-Gildewart, Joaquín Torres García, Franciska Clausen, Alfred Roth, Le Corbusier und Walter Gropius. Cercle et Carré organisierte die gleichnamige Ausstellung in der Galérie 23 in Paris im April 1930, wo Ingibjörg Stein Bjarnason drei Werke ausstellte. Sie lernte in Paris außerdem Körper- und Schönheitspflege bei Helena Rubinstein. Als ihre Beziehung mit Seuphor scheiterte, zog sie erst nach Deutschland und dann nach Island, wo sie die Kosmetiklinie Vera Similion entwickelte. Später zog sie in die Vereinigten Staaten und dann nach Buenos Aires, wo sie 1977 starb.

## Nachlass
Ingibjörg Stein Bjarnasons Malereien existieren nicht mehr, weil Michel Seuphor alle zerstörte, die sie ihm hinterließ, und die anderen bei einem Einbruch in ihrem Zuhause in Buenos Aires gestohlen wurden. Der schwedische Kunstwissenschaftler Ulf Thomas Moberg brachte Seuphor 1994 dazu, die drei Werke zu rekonstruieren, die Ingibjörg Stein Bjarnason 1930 ausgestellt hatte. Es gibt Fotografien von zweien der ausgestellten Werke. 2015 wurde in Island eine ihr gewidmete Briefmarke herausgegeben.